# Bremgarten bei Bern
Bremgarten bei Bern (tot 1870 officieel in het Duits Bremgarten-Herrschaft) is een gemeente en plaats in het Zwitserse kanton Bern, en maakt deel uit van het district Bern-Mittelland.
Bremgarten bei Bern telt ca. 4400 inwoners (2018).